# Attila Mocsi
Attila Mocsi (* 29. května 2000) je maďarský profesionální fotbalista, který hraje na pozici středního obránce za turecký klub Çaykur Rizespor. Narodil se na Slovensku, ale hraje za maďarský národní tým.

## Klubová kariéra

### Haladás
Dne 24. července 2020 podepsal smlouvu s klubem Szombathelyi Haladás. Dne 23. srpna 2020 vstřelil svou první branku v remízovém zápase 2:2 proti Vasas SC na Illovszky Rudolf Stadion. Dne 31. ledna 2021 vstřelil branku proti Gyirmót FC Győr na Haladás Sportkomplexum. Nicméně zápas vyhrál domácí tým 3:1. V sezóně 2020/21 odehrál 34 utkání.

### Zalaegerszeg
Dne 17. ledna 2022 podepsal smlouvu s klubem Zalaegerszegi TE. V rozhovoru pro Nemzeti Sport uvedl, že za hodně vděčí Ricardu Monizovi.

### Çaykur Rizespor
Dne 25. srpna 2023 podepsal smlouvu s klubem Çaykur Rizespor. Dva dny před podpisem smlouvy mu klub poslal soukromý letoun, aby ho vzal do Turecka. V rozhovoru pro Nemzeti Sport Mocsi uvedl, že Süper Lig je velmi kvalitní a má zde proto všechno, co potřebuje ke svému rozvoji. Svůj první gól vstřelil v prvním zápase sezóny 2023/24 při vítězství 3:2 nad Trabzonsporem na Papara Parku dne 26. srpna 2023. V prosinci 2023 utrpěl zranění kotníku. Dne 13. ledna 2024 vstřelil vítězný gól v zápase proti Adana Demirsporu, když jeho tým vyhrál 1:0 ve 20. kole Süper Lig.

## Reprezentační kariéra
Mocsi byl povolán do seniorského výběru Maďarska na zápasy Ligy národů UEFA proti Německu (venku) a Itálii (doma) 23. a 26. září 2022.
Mocsi si odbyl svůj seniorský mezinárodní debut 26. března 2024 v přátelském utkání proti Kosovu.

## Statistiky

### Klubové
Platí k zápasu hranému 31. května 2025.
| Klub                 | Sezóna            | Liga                 | Liga   | Liga | Národní pohár | Národní pohár | Kontinentální | Kontinentální | Ostatní | Ostatní | Celkově | Celkově |
| Klub                 | Sezóna            | Soutěž               | Zápasy | Góly | Zápasy        | Góly          | Zápasy        | Góly          | Zápasy  | Góly    | Zápasy  | Góly    |
| -------------------- | ----------------- | -------------------- | ------ | ---- | ------------- | ------------- | ------------- | ------------- | ------- | ------- | ------- | ------- |
| Fehérvár             | 2017/18           | Nemzeti Bajnokság I  | 1      | 0    | 2             | 0             | 0             | 0             | 0       | 0       | 3       | 0       |
| Fehérvár             | 2018/19           | Nemzeti Bajnokság I  | 0      | 0    | 0             | 0             | 0             | 0             | 0       | 0       | 0       | 0       |
| Fehérvár             | 2019/20           | Nemzeti Bajnokság I  | 0      | 0    | 0             | 0             | 0             | 0             | 0       | 0       | 0       | 0       |
| Fehérvár             | Celkově           | Celkově              | 1      | 0    | 2             | 0             | 0             | 0             | 0       | 0       | 3       | 0       |
| Budaörsi (hostování) | 2019/20           | Nemzeti Bajnokság II | 9      | 0    | —             | —             | —             | —             | —       | —       | 9       | 0       |
| Szombathelyi         | 2020/21           | Nemzeti Bajnokság II | 34     | 2    | 0             | 0             | —             | —             | —       | —       | 34      | 2       |
| Szombathelyi         | 2021/22           | Nemzeti Bajnokság II | 20     | 0    | 0             | 0             | —             | —             | —       | —       | 20      | 0       |
| Szombathelyi         | Celkově           | Celkově              | 63     | 2    | 0             | 0             | —             | —             | —       | —       | 63      | 2       |
| Zalaegerszegi        | 2021/22           | Nemzeti Bajnokság I  | 9      | 0    | —             | —             | —             | —             | —       | —       | 9       | 0       |
| Zalaegerszegi        | 2022/23           | Nemzeti Bajnokság I  | 30     | 0    | 6             | 1             | —             | —             | —       | —       | 36      | 1       |
| Zalaegerszegi        | 2023/24           | Nemzeti Bajnokság I  | 9      | 0    | 0             | 0             | 2             | 0             | —       | —       | 11      | 0       |
| Zalaegerszegi        | Celkově           | Celkově              | 48     | 0    | 6             | 1             | 2             | 0             | —       | —       | 56      | 1       |
| Çaykur Rizespor      | 2023/24           | Süper Lig            | 29     | 2    | 1             | 0             | —             | —             | —       | —       | 30      | 2       |
| Çaykur Rizespor      | 2024/25           | Süper Lig            | 33     | 0    | 1             | 0             | —             | —             | —       | —       | 34      | 0       |
| Çaykur Rizespor      | Celkově           | Celkově              | 62     | 2    | 2             | 0             | —             | —             | —       | —       | 64      | 2       |
| Celkově v kariéře    | Celkově v kariéře | Celkově v kariéře    | 174    | 4    | 10            | 1             | 2             | 0             | 0       | 0       | 186     | 5       |

### Reprezentační
Platí k zápasu hranému 26. března 2024.
| Národní tým | Rok     | Zápasy | Góly |
| ----------- | ------- | ------ | ---- |
| Maďarsko    | 2024    | 1      | 0    |
| Celkově     | Celkově | 1      | 0    |